# 孙谦 (作家)
孙谦（1920年—1996年），原名孙怀谦，男，山西文水人，中国小说家、剧作家，中国作家协会理事，中国电影家协会理事。